# Enoplotrupes splendens
Enoplotrupes splendens is een keversoort uit de familie mesttorren (Geotrupidae). De wetenschappelijke naam van de soort werd in 1893 gepubliceerd door Heinrich Ernst Karl Jordan & Rothschild.